# Löparknä
Löparknä (Iliotibialbandssyndrom) är smärta i mjukdelarna kring knäna som kan uppkomma vid överansträngning. Löparknä skall inte förväxlas med inflammation över knäskålens bursa, så kallat skurgummeknän eller prepatellarbursit.
Löparknä drabbar oftast långdistanslöpare, därav namnet, men kan även drabba cyklister, skidåkare och tyngdlyftare. Problemen uppstår på grund av att senan som går längs utsidan av låret, iliotibialbandet, orsakar friktion och inflammation i en bursa (slemsäck) på utsidan av knät, över lårbenets epikondyl. Särskilt vid löpning i nedförslut och vid fristilsskidåkning är skaderisken stor. Löparknä upplevs oftast som en skärande smärta på knäts utsida.
För att bli av med problemen räcker det ofta att träna lättare, alternativt byta träningsform och kombinera detta med stretching och eventuellt något antiinflammatoriskt läkemedel.